# Garda (olio di oliva)
L'Olio del Garda è un olio extra vergine d'oliva a Denominazione di origine protetta (DOP) prodotto nella zona del Lago di Garda.

## Descrizione
La cultivar principale con cui si ottiene l'olio extra vergine d'oliva Garda D.O.P. è la Casaliva, varietà autoctona del lago di Garda. Congiuntamente alla varietà Casaliva le altre principali cultivar sono il Leccino, il Pendolino e il Frantoio.
La denominazione di origine Garda può essere accompagnata da una delle seguenti menzioni geografiche aggiuntive: 
"Bresciano", "Orientale", "Trentino".
Tra le curiosità si sottolinea come l'olio extra vergine d'oliva Garda D.O.P. sia ottenuto dalla cultura di olivi posizionata alla latitudine più a nord del mondo. Questa particolare situazione è dovuta al lago di Garda che crea, alle pendici delle Alpi, un microclima mediterraneo. Questa caratteristica rende l'olio extra vergine d'oliva Garda D.O.P. un olio unico ed inconfondibile dato che, nonostante sia un olio delicato (fruttato leggero o medio) che si presta a molte soluzioni culinarie, si propone con un gusto persistente ed appagante.

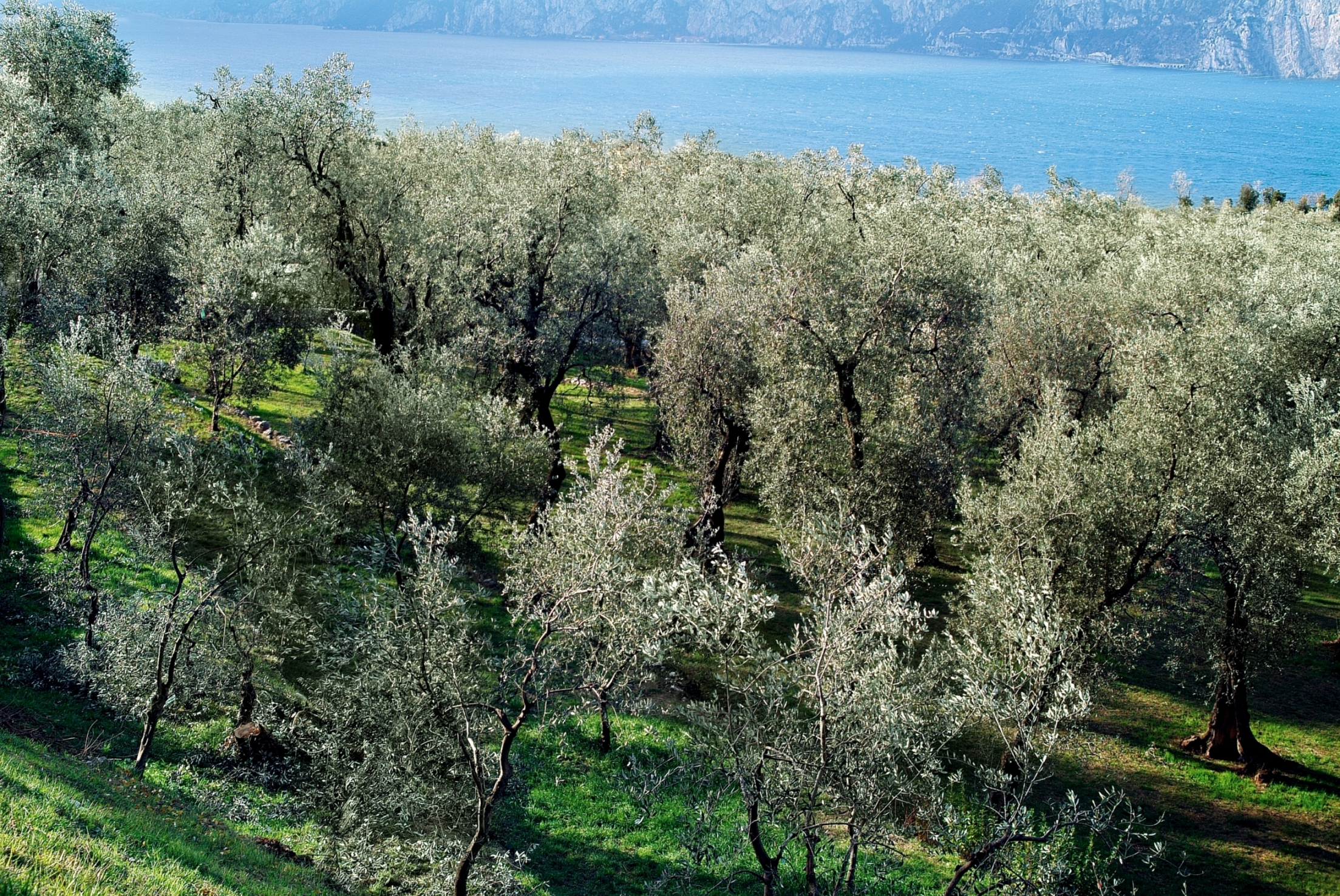
Oliveto di olio Garda DOP sul Lago di Garda

## Cultivar
Tra le principali Cultivar di olivo, sulle sponde del Lago di Garda sono presenti:

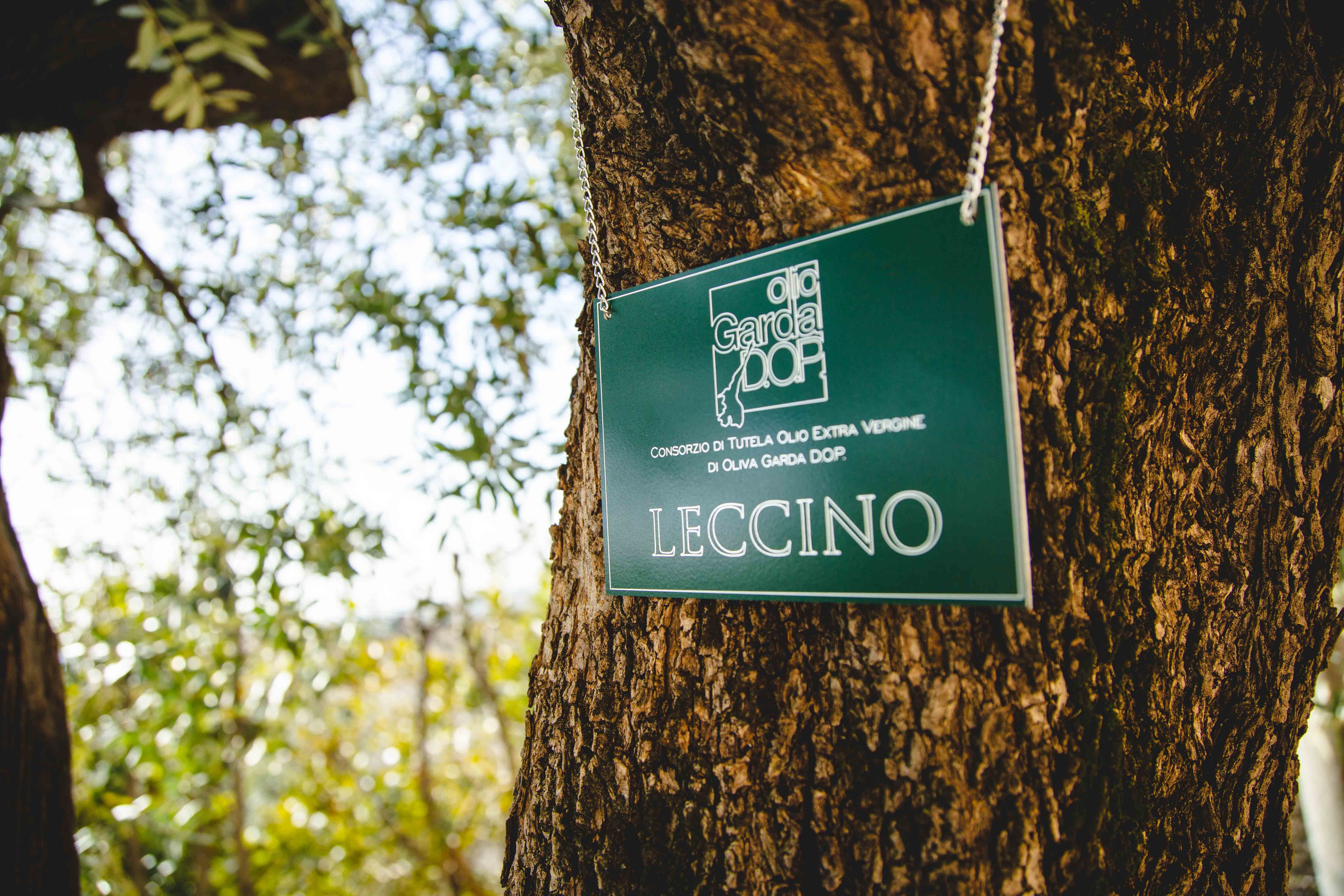
Una pianta della cultivar Leccino nel parco degli olivi presso il Consorzio di tutela a Cavaion veronese

- Casaliva
- Frantoio
- Leccino
- Pendolino